# 도매권
도매권 (都賣權)은 어떤 물건을 시장에서 독점적으로 팔게 하기 위해 판매업자에게 주는 권리를 말한다.